# Iwogumoa illustrata
Iwogumoa illustrata là một loài nhện trong họ Amaurobiidae.
Loài này thuộc chi Iwogumoa. Iwogumoa illustrata được miêu tả năm 1990 bởi Jia-Fu Wang et al..